# Szepessy Schaurek Ottmár
Schaurek Ottmár – 1937-től engedélyezték előnév felvételét és utána Szepessy Schaurek Ottmár (Budapest, 1901. december 22. – Budapest, 1965. augusztus 24.) magyar katona, olimpikon és lovaglótanár. A két világháború közötti időszak meghatározó lovasa és a Honvéd Sportistálló alapítója.
Az 1936. évi nyári olimpia résztvevője, Pókai (Mr. Spokes) nevű paripáján. Díjugratásban csapatban Barcza Elemér lovának ellenszegülése miatt nem értek el helyezést, míg egyéniben 35.00 hibapontos teljesítménnyel a 32. helyen végzett.

## Élete
Édesapja Schaurek Alajos császári és királyi tüzérezredes, édesanyja Halbauer Aranka. Az iskoláit Budapesten végezte. 1920. szeptember 1-jén hadnaggyá léptették elő, de a hadiesemények miatt a Magyar Királyi Honvéd Ludovika Akadémiát 1921-ben végezte el. 1921. október 1. és 1927. március 1. között Szegeden az 5. Vegyesdandár Huszárszázadának beosztott tisztje volt. Ezen idő alatt 1923 és 1924 között lovastanfolyamot, 1924-ben géppuskás és közelharc tanfolyamot, 1925-ben pedig lőiskolát végzett. 1924. szeptember 1-jén főhadnaggyá léptették elő. 1927. március 1-jén áthelyezték Nyíregyházára a 7. Vegyesdandárhoz.
1929-ben Budapesten szerepelt az első nemzetközi lovasversenyen. 1930-ban már Bécsben és Nizzában is indult. Lovai voltak Ametist, Silbert, Ebek és Optál. Nizzából hazaérte után egy nagyon nehezen kezelhető ír tenyésztésű herélt lovat Mr. Spokest kapta meg. Magyar nevet is adtak neki, aki ettől kezdve Pókai lett és vele érte el legjelentősebb sikereit. 1927-ben a military országos bajnoka. 1928. október 1-től a Lovagló- és Hajtótanárképző Iskola hallgatója, majd tanára. 1930. október 15-től pedig a nemzetközi olimpiai és díjugrató csapat tagja és tanítója 1936-ig. 1931-ben tagja volt a Salzburgban Nemzetek díját nyert magyar csapatnak. Díjugratásban háromszor (1931, 1932, 1933) nyert magyar bajnoki címet. 1933. november 1-jén századossá léptették elő. 1935-ben, Aachenben Pókaival a Nemzetek Díja egyéni győztese lett.
Az 1936. évi nyári olimpiai játékokon Berlinben a díjugratás egyéni és csapatversenyében indult. Augusztus 16-án került sor a díjugratásra, a nevezett 18 nemzet 54 indulóját szokatlanul nehéz pálya várta és elsőre egyetlen lovas sem tudott hibátlanul végiglovagolni rajta. A nehéz pálya megviselte a lovakat is és egyéniben Barcza Elemér „Kópé” nevű lova háromszor is ellenszegült, így a versenyből kizárták őket. A csapatban sem indulhatott emiatt a harmadik csapattag Platthy József volt, akivel így elestek a csapatküzdelmeken történő részvételtől. Egyéniben 35.00 hibapontos teljesítménnyel a 32. helyen végzett.
A Szepessy előnév használatát 1937-ben engedélyezték számára. 1936. szeptember 1-jétől 1938. szeptember 1-ig Komáromban a Központi Lovastiszti Tanfolyam lovaglótanáraként tevékenykedett. 1938. szeptember 1-től a 4/5 Lovasszázad és Ezred Pótidomító Különítmény, 1941. június 1-től pedig a 4/1 Huszárosztály parancsnoki teendőit látta el. 1941. június 27-től október 1-ig mint a 4/1 Huszárosztály parancsnoka és Ukrajnában frontszolgálatot teljesített. 1941. október 1-től a Bolyai Műszaki Akadémia, 1942. június 1-től, pedig a Hadiakadémia lovaglótanára. 1941-ben törzstiszti tanfolyamot végzett, 1942. március 30-án őrnaggyá, majd 1943. május 1-jén alezredessé léptették elő.
A Hadiakadémia 1944. december 7-ei feloszlását követően új beosztásba nem vonult be. Budapestre ment, majd Debrecenben jelentkezett az újonnan szerveződő Magyar Honvédség kötelékébe. 1945. február 14-től Debrecenben a HM Lóügyi-, Vonat és Állategészségügyi Osztály vezetőjeként teljesített szolgálatot, ahol ezredessé léptették elő. 1947. december 1-ig szolgált a Honvédelmi Minisztériumban, majd 1948. március 1-jén nyugállományba helyezték. 1946-ban ő alapította meg a Honvéd Sportistállót, amelyből az idők folyamán a Honvéd lovas szakosztálya alakult ki.
Hosszú szünet után 1959-ben kapcsolódott be ismét a lovassportba. Tevékenyen részt vett az ügetőpálya megnyitásában és a galoppversenyek újraindításában. A Poroszlói Medosz Sportkör lovas szakoktatója volt, majd innen került 1963-ban Alagra az FM Lótenyésztési Igazgatóságához, ahol a diplomata sportistállóban dolgozott. 1965-ben hunyt el, s a Farkasréti temetőben (7/8-1-594) helyezték örök nyugalomra.

### Kitüntetései
- A Magyar Érdemrend lovagkeresztje (1941)
- Magyar Érdemrend lovagkeresztje hadiszalagon és kardokkal (1943)
- Sportbajnoki jelvény
- Nagy Sportügyességi Jelvény